# Das Kunstwerk der Zukunft

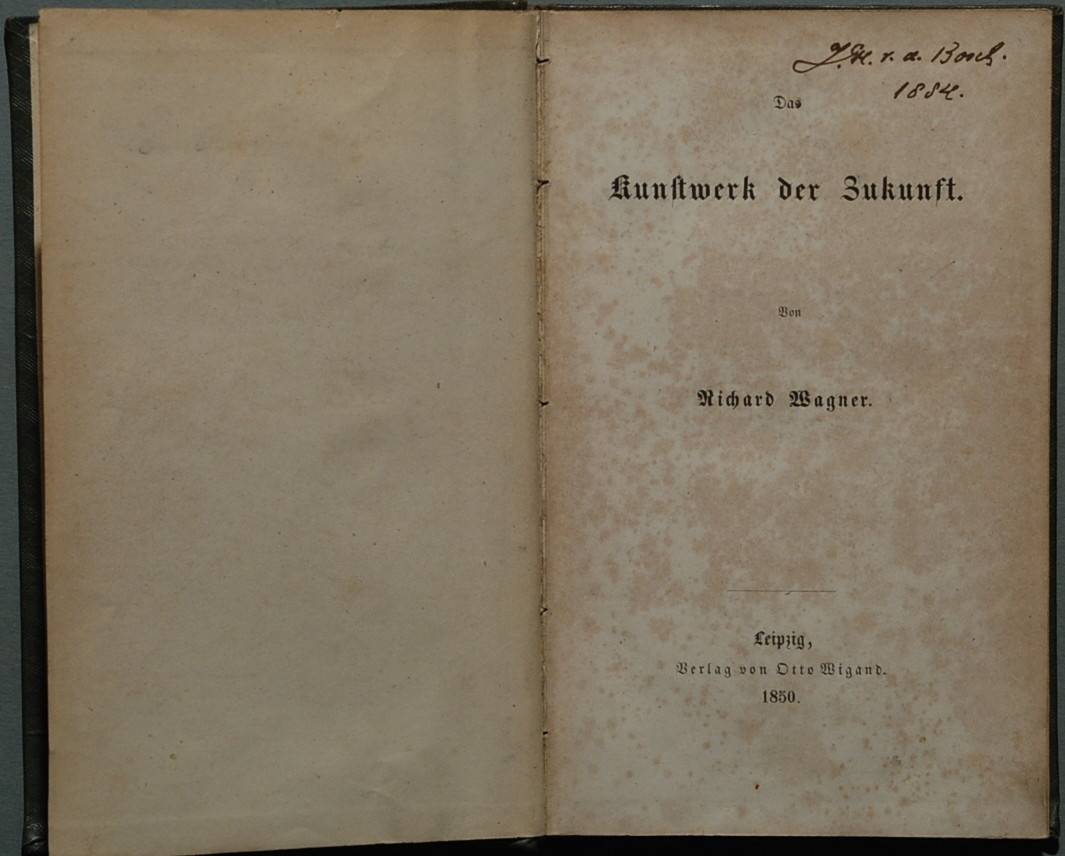
Page de titre de la 1ère édition

Das Kunstwerk der Zukunft (L'Œuvre d'art du futur) est le titre d'un des deux ouvrages de théorie artistique écrits par Richard Wagner pendant son séjour à Zurich de 1849 à 1852 - l'autre étant Oper und Drama (Opéra et drame). Il a été publié à Leipzig en 1849.
Comme dans son essai Die Kunst und die Revolution (L'Art et la Révolution), Wagner y déplore la supposée décadence des arts, expose certaines de ses idéaux sur les thèmes de l'art en général et du théâtre musical en particulier et développe son concept de nouvelle entité artistique, l'« œuvre d'art totale » (Gesamtkunstwerk). Il s'agit de mêler de façon indissociable la musique, le chant, la danse, la poésie, le théâtre et les arts plastiques.
L'essai fait partie d'une série que Wagner a produite dans une période d'écriture intensive pendant son exil consécutif au soulèvement de Dresde en 1849. Il suit Die Kunst und die Revolution et précède Das Judenthum in der Musik (Le Judaïsme dans la musique), développant les idées du premier et préfigurant certains des thèses du second. 
Wagner a écrit l'essai complet sur environ deux mois à Zurich. Il écrivit à son ami Uhlig en novembre 1849 : « Ce sera la dernière de mes œuvres littéraires ». Sur ce point, comme sur bien d'autres sujets, Wagner allait changer d'avis. L'essai est dédié au philosophe Ludwig Feuerbach, dont les travaux (peut-être en particulier les principes de la philosophie du futur), ont inspiré certaines de ses idées.
(...)